# Kiaan Watts
Pour les articles homonymes, voir Watts (nom de famille).
Kiaan Watts, né le 27 juillet 2001 à Tauranga, est un coureur cycliste néo-zélandais. Il est membre de l'équipe Israel Premier Tech Academy.

## Biographie
Kiaan Watts obtient ses premiers résultats notables sur piste. Dans cette discipline, il est notamment devenu quadruple champion national chez les moins de 15 ans. Il est également sacré champion du monde de l'américaine juniors en 2019, aux côtés de Laurence Pithie. La même année, il se classe deuxième de son championnat national junior sur route. Il s'adjuge par ailleurs une médaille d'argent en poursuite par équipes aux championnats d'Océanie sur piste, sous les couleurs de la délégation néo-zélandaise. 
Avec l'équipe Black Spoke Pro Academy, il participe à ses premières compétitions européennes sur route en 2021. Il devient aussi double champion de Nouvelle-Zélande chez les élites en mars 2022, dans la poursuite par équipes et le scratch. Après ces performances, il décide d'abandonner la piste pour privilégier les épreuves sur route. Il évolue durant une saison chez Global 6 Cycling. 
En janvier 2023, il s'impose au sprint sur une étape de la New Zealand Cycle Classic. Dans le même temps, il intègre l'effectif de la formation britannique AT85 Pro Cycling. Cette structure est cependant dissoute dès le mois de mars. Kiaan Watts poursuit néanmoins la compétition, en disputant principalement des épreuves régionales belges. Lors de cette période, il obtient une victoire et diverses places d'honneur. 
En 2024, il remporte de nouveau une étape de la New Zealand Cycle Classic. Il est également transféré dans la réserve de l'équipe Israel-Premier Tech. Régulièrement aligné au milieu des professionnels, il finit cinquième de l'Omloop der Kempen, ou encore neuvième du Midden-Brabant Poort Omloop.

## Palmarès sur route

### Par année
- 2019
  - 2e du championnat de Nouvelle-Zélande sur route juniors
- 2022
  - Round the Mountain Classic
- 2023
  - 2e étape de la New Zealand Cycle Classic
  - 3e du championnat de Nouvelle-Zélande du critérium
- 2024
  - 2e étape de la New Zealand Cycle Classic
  - 2e étape du Tour de Southland
- 2025
  - 3e du Grand Prix Raf Jonckheere

### Classements mondiaux
| Année                                 | 2021  | 2022 | 2023  | 2024  |
| ------------------------------------- | ----- | ---- | ----- | ----- |
| Classement mondial                    | 2952e | nc   | 1851e | 1565e |
| UCI Oceania Tour                      | 98e   | nc   | 87e   | 64e   |
|                                       |       |      |       |       |
| Légende : nc = non classéSource : UCI |       |      |       |       |

## Palmarès sur piste

### Championnats du monde juniors
- Francfort-sur-l'Oder 2019
  -  Champion du monde de l'américaine juniors (avec Laurence Pithie)

### Championnats d'Océanie
- Invercargill 2019
  -  Médaillé d'argent de la poursuite par équipes

### Championnats nationaux
- 2018
  - 3e du championnat de Nouvelle-Zélande de poursuite par équipes
- 2019
  - 2e du championnat de Nouvelle-Zélande de l'omnium juniors
- 2020
  - 2e du championnat de Nouvelle-Zélande de l'omnium
- 2021
  - 3e du championnat de Nouvelle-Zélande de poursuite par équipes
- 2022
  -  Champion de Nouvelle-Zélande de poursuite par équipes (avec Daniel Bridgwater, Zakk Patterson et Oliver Watson-Palmer)
  -  Champion de Nouvelle-Zélande du scratch
  - 3e du championnat de Nouvelle-Zélande de course aux points